# Віріон
Віріо́н (англ. virion, virus particle) — одинарна, повноцінна інфекційна частина вірусу, яка складається з нуклеїнової кислоти РНК або ДНК — спадкового (генетичного) матеріалу та оболонки — білкових молекул або агрегатів молекул.
Віріон характеризується рядом ознак:
- розмір;
- форма;
- стабільність щодо зовнішнього впливу (хімічний, фізичний);
- коефіцієнт седиментації;
- структура та хімічний склад компонентів.

Віріон складніше організованих вірусів може мати зовнішні оболонки, що мають у своєму складі протеїни, ліпіди, вуглеводи, або спеціальні утворення, як у бактеріофагів. Для більшості віріонів характерна висока впорядкованість в укладці й організації складових частин. Саме тому деякі прості віріони здатні утворювати кристали.